# Bruttoinvestition

Investitionsquoten in der Triade

Die Bruttoinvestitionen sind eine volkswirtschaftliche Kennzahl und umfassen den Wertzuwachs der produzierten Vermögensgüter in der Volkswirtschaft. Die Bruttoinvestitionen sind eine Stromgröße.
Zieht man von den Bruttoinvestitionen die Ersatzinvestitionen, den Wertverlust der produzierten Vermögensgüter, also die Abschreibungen ab, erhält man die Nettoinvestitionen.
Die wichtigsten Bruttoinvestitionen sind 
1. die Bruttoanlageinvestitionen, sie erhöhen das Bruttoanlagevermögen,
2. die Vorratsveränderungen, die größer oder kleiner null sein können, und
3. der Nettozugang an Wertsachen wie Edelmetalle und Edelsteine, Antiquitäten und Kunstgegenstände und sonstige Wertsachen.

## Berechnung
In der Verwendungsrechnung der Volkswirtschaftlichen Gesamtrechnung (VGR) zur Ermittlung des Bruttoinlandsprodukts (BIP) sind die Bruttoinvestitionen ein Aggregat des BIPs:
Bruttoinvestition = Bruttoinlandsprodukt – Außenbeitrag – Konsum (Staat) – Konsum (Privat)